# Gnetum urens
Gnetum urens (Aubl.) Blume – gatunek rośliny z rodziny gniotowatych (Gnetaceae Blume). Występuje naturalnie w Wenezueli, Gujanie, Surinamie, Gujanie Francuskiej oraz Brazylii. 

## Morfologia
PokrójWiecznie zielone, zdrewniałe liany. Kora ma szarą barwę.
LiścieMają eliptyczny kształt. Mierzą 12 cm długości i 6 cm szerokości. Blaszka liściowa jest o rozwartej nasadzie i wierzchołku od ostrego do spiczastego.
NasionaJako roślina nagonasienna nie wykształca owoców. Nasiona mają kształt od elipsoidalnego do odwrotnie jajowatego i żółtą barwę, osiągają 35–40 mm długości.

## Biologia i ekologia
Rośnie w wiecznie zielonych lasach.